# American Motorcyclist
American Motorcyclist — ежемесячный американский журнал, основанный в 1947 году и посвящённый мотоциклам и мотоспорту. Издание публикуется Американской мотоциклетной ассоциацией. Головной офис расположен в городе Пикерингтон, Огайо, США.
Журнал охватывает большой спектр тем, имеющих важное значение для членов мотоциклетной ассоциации и просто любителей мотоциклов, в том числе законодательные и нормативные акты, туризм, верховую езду, мотокроссы, гонки на выносливость и по шоссе, треки с гаревым покрытием для мотогонок и прочие вопросы.
Издание бесплатно рассылается членам Американской ассоциации мотоциклистов, а текущий выпуск всегда доступен пользователям в режиме онлайн на веб-сайте. Журнал не продаётся в киосках.

## История
Издание «American Motorcyclist» было основано в городе Пикерингтон в 1947 году. С апреля 2013 года в дополнение к основному журналу публикуется вторая версия, которая сосредотачивается на внедорожной езде и соревнованиях.
Над журналом работает большое число внештатных авторов, в том числе Том Мерен, Дэви Морган, Джефф Кардас, Гейб Этс-Хокин и Конрад Лим.